# چینی (دهانه)
چینی یک دهانه برخوردی در ماه‌ است.